# Belligobio
Belligobio is een geslacht van straalvinnige vissen uit de familie van eigenlijke karpers (Cyprinidae).

## Soorten
- Belligobio nummifer (Boulenger, 1901)
- Belligobio pengxianensis Luo, Le & Chen, 1977